# Alice Holloway Young
Alice Holloway Young (Wise, Carolina del Norte; 29 de septiembre de 1923-Rochester, 30 de abril de 2024) fue una pionera estadounidense en educación que se desempeñó como maestra, defensora y administradora en Rochester, Nueva York, desde la década de 1950 hasta la de 2020. Fue uno de los primeros maestros negros del distrito escolar de la ciudad de Rochester, así como la primera persona especialista en lectura, subdirector y director negro del distrito. Desarrolló el primer y más antiguo programa de integración racial voluntaria en los Estados Unidos y también fue fideicomisaria fundadora del Monroe Community College.

## Primeros años de vida
Young nació el 29 de septiembre de 1923 en Wise, condado de Warrenton, Carolina del Norte, hija de John Amos Holloway y Lucy (de soltera Allen) Holloway.

## Educación
Young se graduó con las mejores calificaciones de su clase de secundaria cuando tenía 15 años. Continuó sus estudios en Bennett College, una universidad exclusivamente para mujeres en Greensboro, Carolina del Norte. Volvió a graduarse con las mejores calificaciones con su licenciatura en desarrollo infantil y relaciones familiares.
Años más tarde, tras comenzar su carrera, realizó estudios de posgrado en la Universidad de Rochester. En 1952, obtuvo su maestría en supervisión y administración educativa. En 1969, completó su doctorado. en supervisión y administración educativa.

## Carrera
Después de graduarse de Bennett College, Young se mudó al norte para comenzar a trabajar en un campamento de inmigrantes en Poolville, Nueva York. Estableció una guardería preescolar y enseñó nutrición a adultos.
Al final de la jornada laboral, Young enseñó a los inmigrantes a escribir sus nombres y a hacer matemáticas básicas. Young atribuyó a esta experiencia el haberle demostrado que la alfabetización es esencial para sacar a las personas de la pobreza. Como resultado, decidió convertirse en profesora y se mudó a Rochester, Nueva York, con una amiga.

## Distrito escolar de la ciudad de Rochester
Young se unió al Distrito Escolar de la Ciudad de Rochester (RCSD) en 1952 como una de sus primeras maestras negras. Después de que Young demostró éxito en motivar a los estudiantes que no sabían leer, el RCSD la ascendió a subdirectora de la Escuela No. 19 en 1958 para enseñarle técnicas a otros profesores. De 1962 a 1965, se desempeñó como directora de la Escuela No. 24 de Ellwanger & Barry. Young fue la primera persona negra en ocupar estos puestos de liderazgo en el RCSD.
En 1965, Young se convirtió en la primera directora de Título I del RCSD, trabajando para integrar las escuelas y supervisar los fondos federales contra la pobreza y la abolición de la segregación. Escribió y supervisó el Programa de Transferencia Interdistrital Urbano-Suburbano del distrito, el primer y más antiguo programa voluntario de abolición de la segregación en los Estados Unidos. A marzo de 2024, el Programa Urbano - Suburbano continúa activo.
Young se retiró del Distrito Escolar de la Ciudad de Rochester en 1985.

## Monroe Community College
En 1961, Young se unió a la junta directiva fundadora del Monroe Community College, siendo la única mujer y única persona negra en la junta. Le dio forma a la dirección de la universidad como presidenta de la junta de 1978 a 1998 y continuó asistiendo a las reuniones de la junta (a partir de septiembre de 2021). Fue la persona administradora con más años de servicio en la Universidad Estatal de Nueva York.

## Vida personal y fallecimiento
Se casó con James Taylor Young Sr. y tuvo cuatro hijos: James Jr., Rodney, Calvin y Kathleen. Falleció en Rochester el 30 de abril de 2024, a la edad de 100 años.